# Осенний подарок фей
«Осенний подарок фей» — советский фильм-сказка по мотивам сказки Ханса Кристиана Андерсена «Калоши счастья». Снят на студии «Беларусьфильм» в 1984 году.

## Сюжет
Добрая, но, увы, недальновидная Фея Счастья, вопреки предостережениям более опытной Феи Печали, подарила юной Фрекен волшебные калоши, исполняющие желания. Счастье пришло к юной Фрекен и её друзьям — они обрели себя в любимом деле. Но других людей, к которым по ходу сюжета попадали калоши, исполнение желаний счастливыми не сделало из-за лени, чёрствости и озлобленности их сердец.

## История создания
Первый литературный сценарий фильма был утверждён в марте 1978 года, второй и окончательный — в июле при всеобщем одобрении худсовета «Беларусьфильма». Начало работы непосредственно над лентой после этого было надолго отложено. Первоначально предполагалось снимать её в 1980 году, однако по настоянию директора студии Евгения Войтовича вместо этого была снята другая кинокартина — «Дочь командира», в которой сочетались детская и военно-патриотическая тематика.
Бычкова, радушно встреченного при возвращении на «Беларусьфильм», заменили на должности постановщика «Осеннего подарка фей» сначала Николаем Лукьяновым, затем Леонидом Мартынюком, лишь на последнем этапе вернувшись к первоначальной кандидатуре. На центральную роль Старого Мастера пробовались, помимо Валентина Никулина, также Павел Кормунин и Николай Засухин, на роль Фрёкен — Елена Дробышева, в то время первокурсница ГИТИСа, Анна Назарьева, Ольга Белявская из ленинградского Малого театра и Валерия Лиходей из минского ТЮЗа. Съёмки велись в Латвии (Рига и Рундальский дворец) и Эстонской ССР (пейзажные сцены на острове Сааремаа).
Музыку Евгения Крылатова для фильма исполнил Российский государственный симфонический оркестр кинематографии под управлением Юрия Серебрякова.

## В ролях
- Лия Ахеджакова — Фея печали (в оригинале — Забота)
- Ольга Белявская — Фея счастья (в оригинале — Удача)
- Александр Беспалый — придворный
- Борислав Брондуков — художник
- Валентин Букин — дирижёр
- Екатерина Васильева — герцогиня
- Владимир Грицевский — фотограф
- Игорь Дмитриев — генерал
- Александра Зимина — придворная дама герцогини
- Виталий Котовицкий — фонарщик
- Ольга Лысенко — жена губернатора
- Георгий Милляр — старый солдат
- Валентин Никулин — старый мастер
- Ян Пузыревский — принц
- Анатолий Равикович — писарь
- Станислав Садальский — начальник охраны
- Михаил Светин — воспитатель принца
- Владимир Сичкарь — губернатор
- Иннокентий Сичкарь — мальчик в раю
- Евгений Стеблов — поэт
- Мария Сурина — Фрекен
- Елена Шабад-Озерова — жена художника
- Ростислав Шмырёв — придворный рыцарь

## Съёмочная группа
- Режиссёр: Владимир Бычков
- Сценарий: Владимир Бычков, Анатолий Галиев
- Оператор: Владимир Калашников
- Художник: Александр Чертович, Нинель Жижель
- Композитор: Евгений Крылатов
- Текст песен: Юрий Энтин

## Критика
В книге «Детский сеанс. Долгая счастливая история белорусского игрового кино для детей» М. Костюкович называет «Осенний подарок фей» «поэтическим пересказом» сказки Андерсена и её самой вольной экранизацией в сравнении с работами других режиссёров (исключительно стран социалистического лагеря — поляка Антония Богдзевича и чехословака Юрая Герца). История Андерсена об опасности необдуманных пожеланий превратилась в сюжет о погоне за счастьем за счёт того, что возможности калош были заранее известны получавшим их персонажам. При этом, по мнению Костюкович, фильм в равной мере предостерегал и от желания лёгкой удачи, и от страха перед возможностью стать счастливым и связанными с нею переменами (эту тему воплощал Старый Мастер). Напротив, Ф. Маркова в «Советской культуре» в 1985 году трактовала посыл ленты только в русле первой идеи: по её мнению, это был фильм «об ответственности человека перед собой и другими, о праве на счастье, которое надо завоевать».
Костюкович отмечает перекличку «Осеннего подарка фей» с более ранней и успешной работой Бычкова — «Городом мастеров». Это относится и к архитектуре города, где развиваются события, и к отдельным персонажам и сюжетным поворотам: вездесущей тайной полиции, правителю города, который хочет не власти, а чего-то ещё (любви первой красавицы — в «Городе мастеров», стать фонарщиком — в «Осеннем подарке»), молодому персонажу «невзрачной профессии» (метельщику, фонарщику), получающему красавицу в жёны, персонажу-резонёру, которому известно больше других, а также «сворачиванию» обоих сюжетов в кольцо, возвращающее их к началу. Однако в более позднем фильме Бычков и более пессимистичен, резко саркастичен, охотнее прибегает к приёмам абсурда. Особо отмечается факт, что счастье в фильме понимается только на личном уровне и никто не попросил у калош счастья для всех.